# یون میونگ-هوی
یون میونگ-هوی (انگلیسی: Jon Myong-hui؛ زادهٔ ۷ اوت ۱۹۸۶) بازیکن فوتبال اهل کره شمالی بود.
وی همچنین در تیم ملی فوتبال زنان کره شمالی بازی کرده است.